# Bruce Fairbairn (Schauspieler)
Robert Bruce Fairbairn (* 19. Februar 1947 in New York City, New York) ist ein US-amerikanischer Schauspieler.

## Leben
Fairbairn begann seine Karriere 1974 mit einer kleinen Gastrolle in der US-amerikanischen Krimiserie Police Story. Im selben Jahr wurde er von den Produzenten von California Cops – Neu im Einsatz als Ersatz für Michael Ontkean engagiert. Als Officer Chris Owens war er in 46 Episoden der Serie zu sehen, bis zu deren Einstellung nach dem Ende der vierten Staffel. Eine weitere Hauptrolle in der Serie hatte Kate Jackson, mit der er später zwei weitere Male vor der Kamera stand; jeweils in Gastrollen in Drei Engel für Charlie und Agentin mit Herz. In den 1980er Jahren erhielt er weiterhin regelmäßige Engagements beim Fernsehen, unter anderem war er in Der unglaubliche Hulk, Knight Rider und Remington Steele zu sehen. In der Seifenoper Unter der Sonne Kaliforniens hatte er 1984 eine wiederkehrende Rolle als Ray Geary. Weitere wiederkehrende Rollen stellte er in L.A. Law – Staranwälte, Tricks, Prozesse und Die Fälle der Rosie O’Neill dar. Mit dem Beginn der 1990er Jahre blieben weitere Rollen jedoch aus.
Fairbairn hatte nur selten Spielfilmrollen, hierzu zählen der Exploitationfilm Vampire Hookers an der Seite von John Carradine, sowie kleinere Rollen in Lionel Chetwynds Kriegsfilm The Hanoi Hilton und in Fred Olen Rays Low-Budget-Film Cyclone neben Heather Thomas und Jeffrey Combs.

## Filmografie (Auswahl)
- 1974–1976: California Cops – Neu im Einsatz (The Rookies, Fernsehserie, 46 Folgen)
- 1977: Drei Engel für Charlie (Charlie’s Angels, Fernsehserie, Folge 2x09 Die Engelmacher)
- 1978: Vampire Hookers
- 1980: Der unglaubliche Hulk (The Incredible Hulk, Fernsehserie, Folge 3x23 Der Feuerteufel)
- 1983, 1985: Matt Houston (Fernsehserie, 2 Folgen)
- 1984: Unter der Sonne Kaliforniens (Knots Landing, Fernsehserie, 4 Folgen)
- 1984: Knight Rider (Fernsehserie, Folge 3x03)
- 1984, 1987: Simon & Simon (Fernsehserie, 2 Folgen)
- 1985: MacGruder & Loud – Keine Zeit für Flitterwochen (MacGruder and Loud, Fernsehserie, Folge 1x10)
- 1985: Remington Steele (Fernsehserie, Folge 4x06)
- 1987: Agentin mit Herz (Scarecrow and Mrs. King, Fernsehserie, Folge 4x18)
- 1987: Hanoi Hilton (The Hanoi Hilton)
- 1987: Cyclone
- 1988–1992: L.A. Law – Staranwälte, Tricks, Prozesse (L.A. Law, Fernsehserie, 9 Folgen)
- 1989: Gefährlicher Ruhm – Aufstieg und Fall des Oliver North (Guts and Glory: The Rise and Fall of Oliver North, Fernsehfilm)
- 1989: Wer hat Angst vorm schwarzen Mann? (Do You Know the Muffin Man?, Fernsehfilm)
- 1990: Baywatch – Die Rettungsschwimmer von Malibu (Baywatch, Fernsehserie, Folge 1x13 Kampf der Seehunde)
- 1990–1991: Die Fälle der Rosie O’Neill (The Trials of Rosie O’Neill, Fernsehserie, 3 Folgen)
- 1991: Matlock (Fernsehserie, Folge 6x10 Das Frage- und Antwortspiel)
- 2000: Dreimal ist einmal zuviel (3 Strikes)